# Il molto onorevole Mr. Pennypacker
Il molto onorevole Mr. Pennypacker (The Remarkable Mr. Pennypacker) è un film del 1959 diretto da Henry Levin

## Trama
Un uomo con due lavori in due città lontane fra loro, mantiene in piedi due famiglie con due mogli e parecchi figli, per un totale di diciannove persone. Nessuno sospetta della situazione e tutto fila liscio per molti anni, fino a quando il più grande dei figli, dovendo rintracciare il padre perché ha bisogno di lui, fa emergere la verità.